# Sebecidae
Die Sebecidae (benannt nach dem ägyptischen Krokodilgott Sebek) sind eine ausgestorbene Familie innerhalb der mit den Krokodilen verwandten Mesoeucrocodylia, deren Fossilien vor allem in Südamerika gefunden wurden. Funde unsicherer Zugehörigkeit gibt es auch aus Europa, Nordafrika und Pakistan. Sebeciden waren relativ hochbeinig und lebten wahrscheinlich weitgehend an Land. In Südamerika gab es zu ihrer Zeit keine fleischfressenden Höheren Säugetiere (Placentalia), sodass die ökologische Nische der Fleischfresser ausschließlich von Beuteltieren der Ordnung Sparassodonta, Terrorvögeln (Phorusrhacidae) und wahrscheinlich den Sebeciden besetzt wurde.

## Merkmale
Im Unterschied zu anderen Mesoeucrocodylia hatten sie eine hohe, schmale Schnauze, deren vom Oberkiefer (Maxillare) gebildete Seiten nahezu senkrecht standen. Ihre Zähne waren lang, nach hinten gebogen und ziphodont, d. h., sie waren seitlich abgeflacht und hatten gesägte Kanten. Auf dem Zwischenkieferbein (Prämaxillare) hatten sie vier Zähne und zehn bis elf auf jedem Maxillare. Zwischen den Zähnen hatten sie große Lücken. Die fossilen Zähne wurden zunächst für die von Theropoden, fleischfressende Dinosaurier, gehalten, sodass man fälschlich ein Überleben der Dinosaurier in Südamerika über die Kreide-Paläogen-Grenze hinaus bis ins Paläogen vermutete. Das Zwischenkieferbein ist durch mit Kanälen verbundene Gruben tief strukturiert. Vor den Augenhöhlen (Orbitae) wird der Schädel abrupt breiter. Das Axial-Skelett (Wirbelsäule und Brustkorb) ist weitgehend unbekannt.
Die Sebecidae werden von einigen Wissenschaftlern mit den Baurusuchidae, einer weiteren Krokodilfamilie mit langgezogenem, seitlich zusammengedrücktem Schädel, in einem Taxon Sebecosuchia (Colbert, 1946) vereint.

## Gattungen
- Ilchunaia Rusconi, 1946
- Barinasuchus Paolillo & Linares, 2007
- Lorosuchus Pol & Powell, 2011
- Ayllusuchus Gasparini, 1984
- Bretesuchus Gasparini, Fernandez & Powell, 1993
- Langstonia Paolillo & Linares, 2007
- Sahitisuchus Kellner, Pinheiro & Campos, 2014
- Sebecus Simpson, 1937
- Zulmasuchus Paolillo & Linares, 2007
- Pehuenchesuchus Turner & Calvo, 2005 (steht möglicherweise außerhalb der Sebecidae)